# معيار راوث-هورتز للاستقرارية

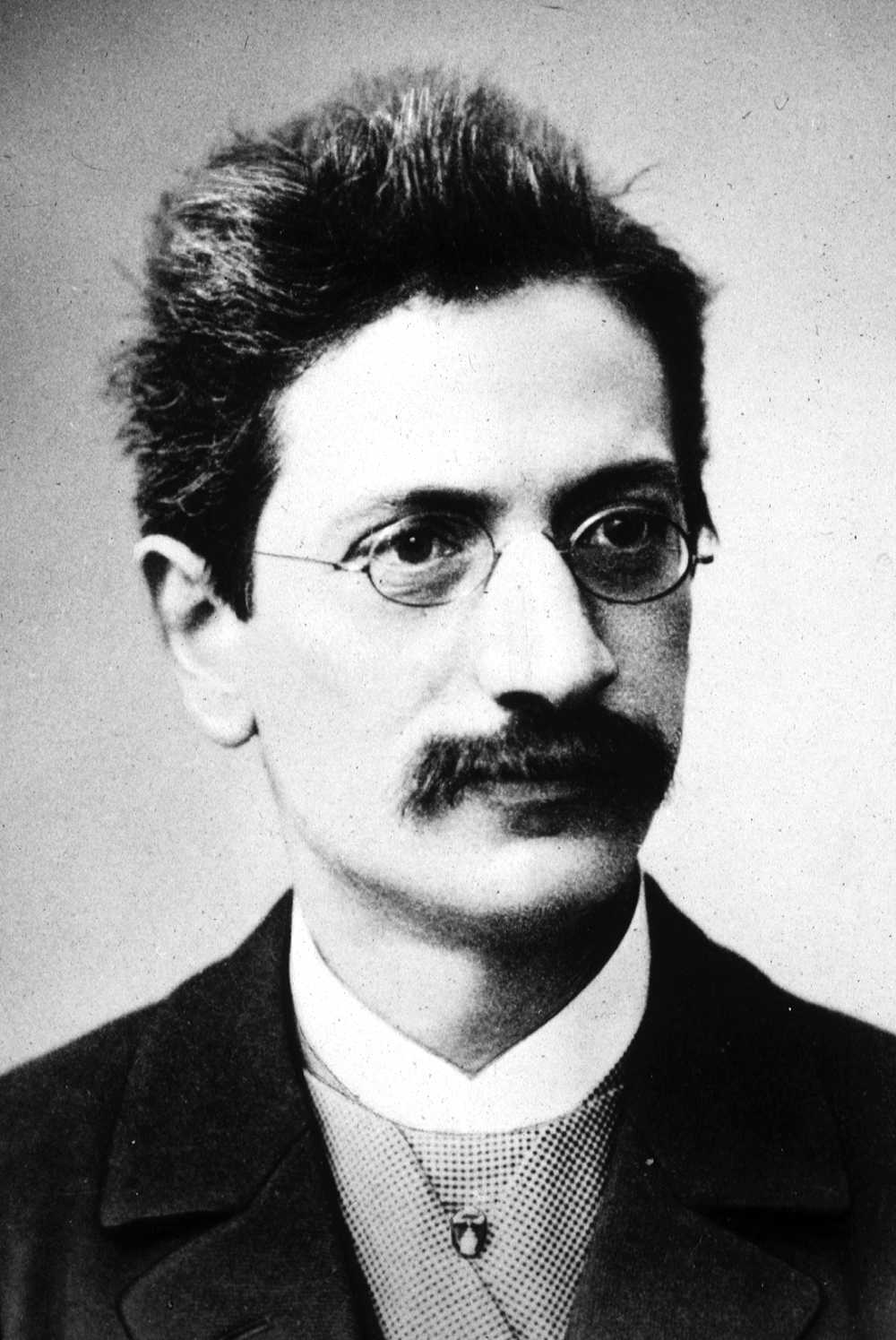
صورة لعالم الرياضيات أدولف هورويتز.

معيار للاستقرارية وضعه العالمان إدوارد راوث وأدولف هورتز على حسب نظرية لهما ألحقت باسميهما وهي نظرية راوث-هورتز، ومما يجدر ذكره أنهما وضعاه بشكل منفصل لكن بعد تقديم اكتشافيهما ثبت رياضيا أنهما متكافئان فألحق المعيار باسميهما مع أن الطريقة الأيسر والتي تستعمل غالبا هي طريقة راوث وكانت تسمى سابقا جدول راوث أو صف راوث لكن تقديرا امجهود هورتز أضيف اسمه للمعيار وإن كان حتى الآن اسم راوث هو السائد والغالب.

## المعيار
يقوم المعيار بتبيين استقرارية نظام خطي مستقل زمنيا، يعتمد المعيار على تحويل مقام دالة النقل الخاصة بالنظام إلى معادلة كثيرة حدود تسمى المعادلة المميزة ومن ثم جدولتها أفقيا وعموديا ابتداء من الدرجة القصوى إلى الدرجة الدنيا، بكون الترتيب العمودي تنازليا تدرجيا أما الترتيب الأفقي فيكون تنازليا خطويا إما فرديا وإما زوجيا كما في التالي:
في حال كانت دالة النقل هي {\displaystyle a_{n}s^{n}+a_{n-1}s^{n-1}+\ldots +a_{0}=0} فإن جدول راوث -هورتز يكون كالتالي :
{\displaystyle \left|{\begin{matrix}a_{n}&a_{n-2}&\ldots &a_{1}\\a_{n-1}&a_{n-3}&\ldots &a_{0}\\b_{n-1}&b_{n-2}&\ldots &\\c_{n-2}&c_{n-3}&&\\\end{matrix}}\right.}
و يمكن حساب المعاملات b ،c عن طريق التالي :
{\displaystyle b_{n-1}={\frac {\begin{vmatrix}a_{n}&a_{n-2}\\a_{n-1}&a_{n-3}\end{vmatrix}}{-a_{n-1}}}}
{\displaystyle b_{n-2}={\frac {\begin{vmatrix}a_{n}&a_{n-4}\\a_{n-1}&a_{n-5}\end{vmatrix}}{-a_{n-1}}}}
{\displaystyle c_{n-2}={\frac {\begin{vmatrix}a_{n-1}&a_{n-3}\\b_{n-1}&b_{n-2}\end{vmatrix}}{-b_{n-1}}}}
{\displaystyle c_{n-3}={\frac {\begin{vmatrix}a_{n-1}&a_{n-5}\\b_{n-1}&b_{n-3}\end{vmatrix}}{-b_{n-1}}}}

## مثال على المعيار
ليكن مقام دالة النقل والذي هو ذاته الدالة المميزة = {\displaystyle (s^{4}+2s^{3}+3s^{2}+6s+4)*(s+1)=s^{5}+3s^{4}+5s^{3}+9s^{2}+10s+4}
و بعد ضرب الأقواس وتحويلها إلى كثيرة حدود يوضع الجدول وتوجد المعاملات
{\displaystyle \left|{\begin{matrix}1&5&10\\3&9&4\\2&{\frac {26}{3}}&0\\-4&4&\\{\frac {32}{3}}&0&\\4&&\\\end{matrix}}\right.}
بعد إتمام الجدول يتم النظر إلى العمود الأول الذي فيه المعيار على أن النظام يكون مستقرا إذا لم يكن هناك تغير في الإشارة (إشارة العمود الأول فقط)
و في هذا المثال هناك تغير في إشارة العمود حيث يوجد العدد سالب أربعة مما يعني مباشرة أن النظام غير مستقر ولتحديد أعداد الأقطاب غير المستقرة ينص المعيار على أن عدد الأقطاب غير المستقرة يساوي عدد مرات التغير في الإشارة (إشارة العمود الأول) وهو في هذا المثال قطبين غير مستقرين.